# Ruslan Magal'
Ruslan Ivanovič Magal' (in russo Руслан Иванович Магаль?; Voronež, 24 settembre 1991) è un calciatore russo, difensore del Soči.

## Carriera
Ha iniziato la sua carriera giocando con squadre dilettantistiche e della terza divisione russa. Dal 2015 al 2021 veste le maglie di Sibir', Baltika, Torpedo Mosca e Fakel Voronež. Con quest'ultima squadra, ottiene la promozione in massima serie al termine della stagione 2021-2022; esordisce in Prem'er-Liga il 17 luglio 2022, in occasione dell'incontro pareggiato per 2-2 contro il Krasnodar.

## Statistiche

### Presenze e reti nei club
Statistiche aggiornate al 7 agosto 2022.
| Stagione        | Squadra         | Campionato      | Campionato | Campionato | Coppe nazionali | Coppe nazionali | Coppe nazionali | Coppe continentali | Coppe continentali | Coppe continentali | Altre coppe | Altre coppe | Altre coppe | Totale | Totale |
| Stagione        | Squadra         | Comp            | Pres       | Reti       | Comp            | Pres            | Reti            | Comp               | Pres               | Reti               | Comp        | Pres        | Reti        | Pres   | Reti   |
| --------------- | --------------- | --------------- | ---------- | ---------- | --------------- | --------------- | --------------- | ------------------ | ------------------ | ------------------ | ----------- | ----------- | ----------- | ------ | ------ |
| 2014-apr. 2015  | Vybor-Kurbatovo | 2D              | 13         | 0          | CR              | 2               | 0               |                    | -                  | -                  |             | -           | -           | 15     | 0      |
| apr.-giu. 2015  | Soči 2013       | 2D              | 10         | 2          | CR              | -               | -               |                    | -                  | -                  |             | -           | -           | 10     | 2      |
| 2015-2016       | Sibir'          | 1D              | 29         | 0          | CR              | 0               | 0               |                    | -                  | -                  |             | -           | -           | 29     | 0      |
| 2016-2017       | Sibir'          | 1D              | 33         | 0          | CR              | 4               | 0               |                    | -                  | -                  |             | -           | -           | 37     | 0      |
| 2017-gen. 2018  | Sibir'          | 1D              | 22         | 4          | CR              | 1               | 0               |                    | -                  | -                  |             | -           | -           | 23     | 4      |
| gen.-giu. 2018  | Baltika         | 1D              | 9          | 0          | CR              | -               | -               |                    | -                  | -                  |             | -           | -           | 9      | 0      |
| 2018-2019       | Baltika         | 1D              | 34         | 3          | CR              | 2               | 2               |                    | -                  | -                  |             | -           | -           | 36     | 5      |
| 2019-2020       | Torpedo Mosca   | 1D              | 25         | 0          | CR              | 2               | 0               |                    | -                  | -                  |             | -           | -           | 27     | 0      |
| 2020-2021       | Torpedo Mosca   | 1D              | 38         | 1          | CR              | 0               | 0               |                    | -                  | -                  |             | -           | -           | 38     | 1      |
| 2021-2022       | Fakel Voronež   | 1D              | 35         | 1          | CR              | 3               | 0               |                    | -                  | -                  |             | -           | -           | 38     | 1      |
| 2022-2023       | Fakel Voronež   | PL              | 4          | 0          | CR              | 0               | 0               |                    | -                  | -                  |             | -           | -           | 4      | 0      |
| Totale carriera | Totale carriera | Totale carriera | 252        | 12         |                 | 14              | 2               |                    | -                  | -                  |             | -           | -           | 266    | 14     |